# Argyroploce unedana
Argyroploce unedana is een vlinder uit de familie bladrollers (Tortricidae). De wetenschappelijke naam is voor het eerst geldig gepubliceerd in 2002 door Baixeras.
De soort komt voor in Europa.